# Steinköpfel
Das Steinköpfel ist ein 773 m ü. NHN hoher Berg im Königsberg-Wald am Südrand des bayrischen Alpenvorlandes im Landkreis Garmisch-Partenkirchen.
Der höchste Punkt kann nur kurz weglos erreicht werden.